# Franz Barckhausen
Franz Barckhausen, nemški general, * 21. december 1882, Rittergut Wittingen, † 3. maj 1956, Berlin.